# Gunung Semantan Tutung
Gunung Semantan Tutung är en kulle i Indonesien.   Den ligger i provinsen Aceh, i den västra delen av landet, 1 700 km nordväst om huvudstaden Jakarta. Toppen på Gunung Semantan Tutung är 155 meter över havet.
Terrängen runt Gunung Semantan Tutung är platt åt sydväst, men åt nordost är den kuperad.Runt Gunung Semantan Tutung är det ganska tätbefolkat, med 160 invånare per kvadratkilometer. I omgivningarna runt Gunung Semantan Tutung växer i huvudsak städsegrön lövskog.